# كيفن مارك ميرفي
كيفن مارك ميرفي هو موسيقي ومحامي كندي، ولد في 24 مايو 1957 في تورونتو في كندا.